# Kristie Macosko Krieger

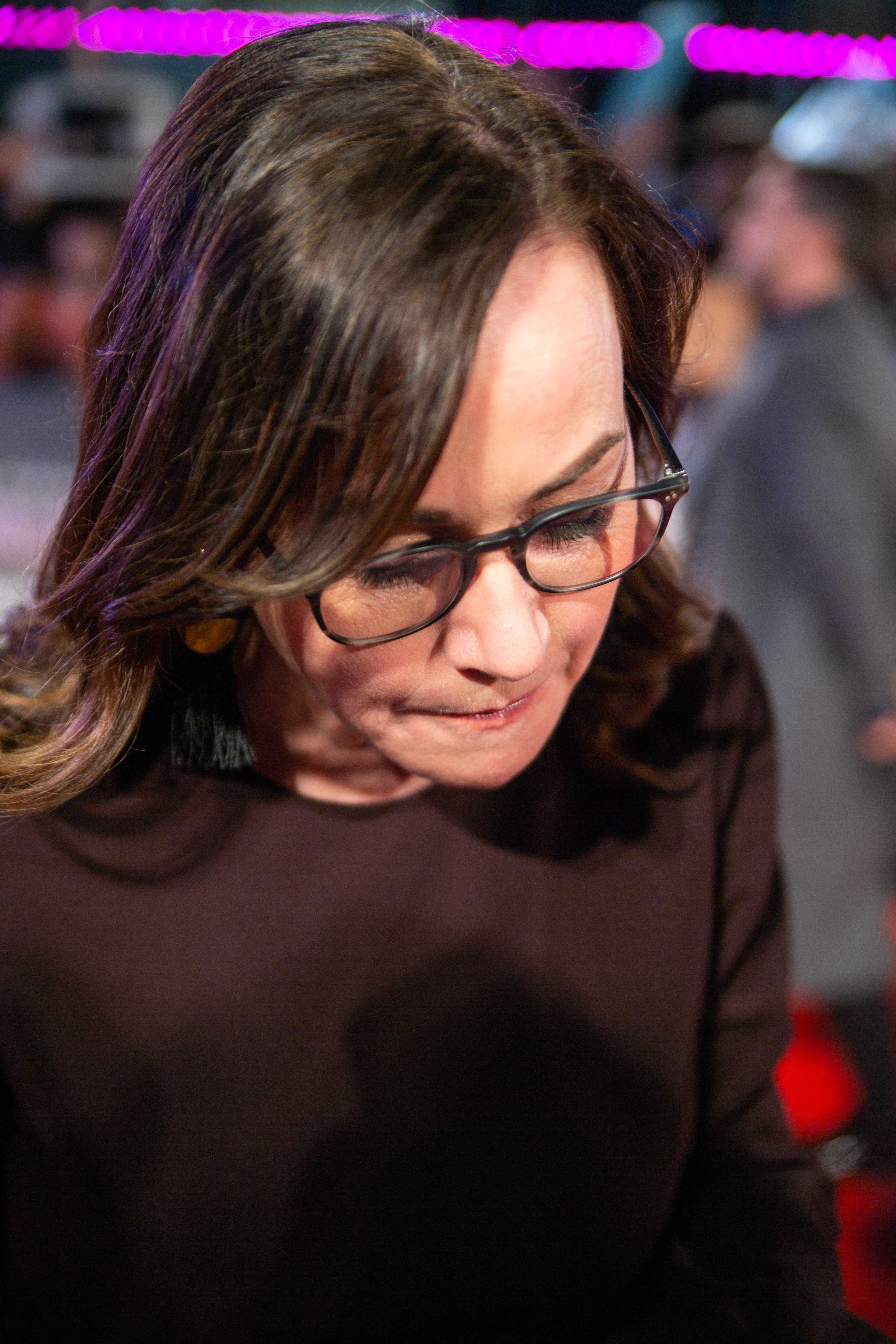
Kristie Macosko Krieger

Kristie Macosko Krieger (* 1970) ist eine US-amerikanische Filmproduzentin.

## Karriere
Kristie Macosko Krieger machte ihren Abschluss an der University of California, Davis. Krieger arbeitet seit 1997 im Filmgeschäft und ist Angestellte bei DreamWorks. Seit 1998, mit dem Film Die letzten Tage, ist sie Assistentin von Steven Spielberg bei seinen Werken. Weitere Filme, bei denen sie Spielberg unterstützte waren u. a. A.I. – Künstliche Intelligenz, Catch Me If You Can, Krieg der Welten, München, Flags of Our Fathers, True Grit und Die Abenteuer von Tim und Struppi – Das Geheimnis der Einhorn.
Seit dem Jahr 2008 ist sie auch als Filmproduzentin tätig und war an den Produktionen Indiana Jones und das Königreich des Kristallschädels, BFG – Big Friendly Giant und  Die Verlegerin, sowie in bei den Oscar-nominierten Werken Lincoln, Gefährten und Bridge of Spies – Der Unterhändler beteiligt. Regisseur bei diesen Filmen war immer Steven Spielberg. Bei der Oscarverleihung 2017 erhielt sie ihre erste Oscar-Nominierung für ihre Beteiligung an Bridge of Spies.
Seit 2006 ist sie verheiratet und lebt gemeinsam mit ihrem Mann und Sohn in Los Angeles.

## Filmografie (Auswahl)
- 2008: Indiana Jones und das Königreich des Kristallschädels (Indiana Jones and the Kingdom of the Crystal Skull)
- 2011: Gefährten (War Horse)
- 2012: Lincoln
- 2015: Bridge of Spies – Der Unterhändler (Bridge of Spies)
- 2016: BFG – Big Friendly Giant (The BFG)
- 2017: Die Verlegerin (The Post)
- 2018: Ready Player One
- 2021: West Side Story
- 2022: Die Fabelmans (The Fabelmans)
- 2023: Maestro